# Anthosachne sacandros
Anthosachne sacandros е вид растение от семейство Житни (Poaceae). Видът е почти застрашен от изчезване.

## Разпространение
Разпространен е в Нова Зеландия.